# Piraí do Sul (ort)
Piraí do Sul är en ort i Brasilien.   Den ligger i kommunen Piraí do Sul och delstaten Paraná, i den södra delen av landet, 1 000 km söder om huvudstaden Brasília. Piraí do Sul ligger 1 000 meter över havet och antalet invånare är 16 409.
Terrängen runt Piraí do Sul är platt åt sydväst, men åt nordost är den kuperad. Piraí do Sul ligger nere i en dal.
I omgivningarna runt Piraí do Sul växer i huvudsak städsegrön lövskog. Runt Piraí do Sul är det glesbefolkat, med 16 invånare per kvadratkilometer.